# Aars (achternaam)
Aars is een van oorsprong Nederlandse achternaam. De naam is een patroniem van de voornaam Aart, die uit Arend, Aarnout of Arnold is ontstaan. 
Het is een van de weinige achternamen die sinds 1947 in aantal naamdragers is afgenomen. Dit komt hoogstwaarschijnlijk door de associatie met het lichaamsdeel de anus dat in de volksmond ook wel een aars genoemd wordt.

## Aantallen naamdragers

### Nederland
In Nederland kwam de naam in 2007 18 keer voor. De naamdragers woonden toen verspreid over gans het land.

### België
In België kwam de naam zowel in 1998 als in 2008 niet voor. De spellingvariant Aers komt wel meer dan 100 keer voor.